# 馬海里夫

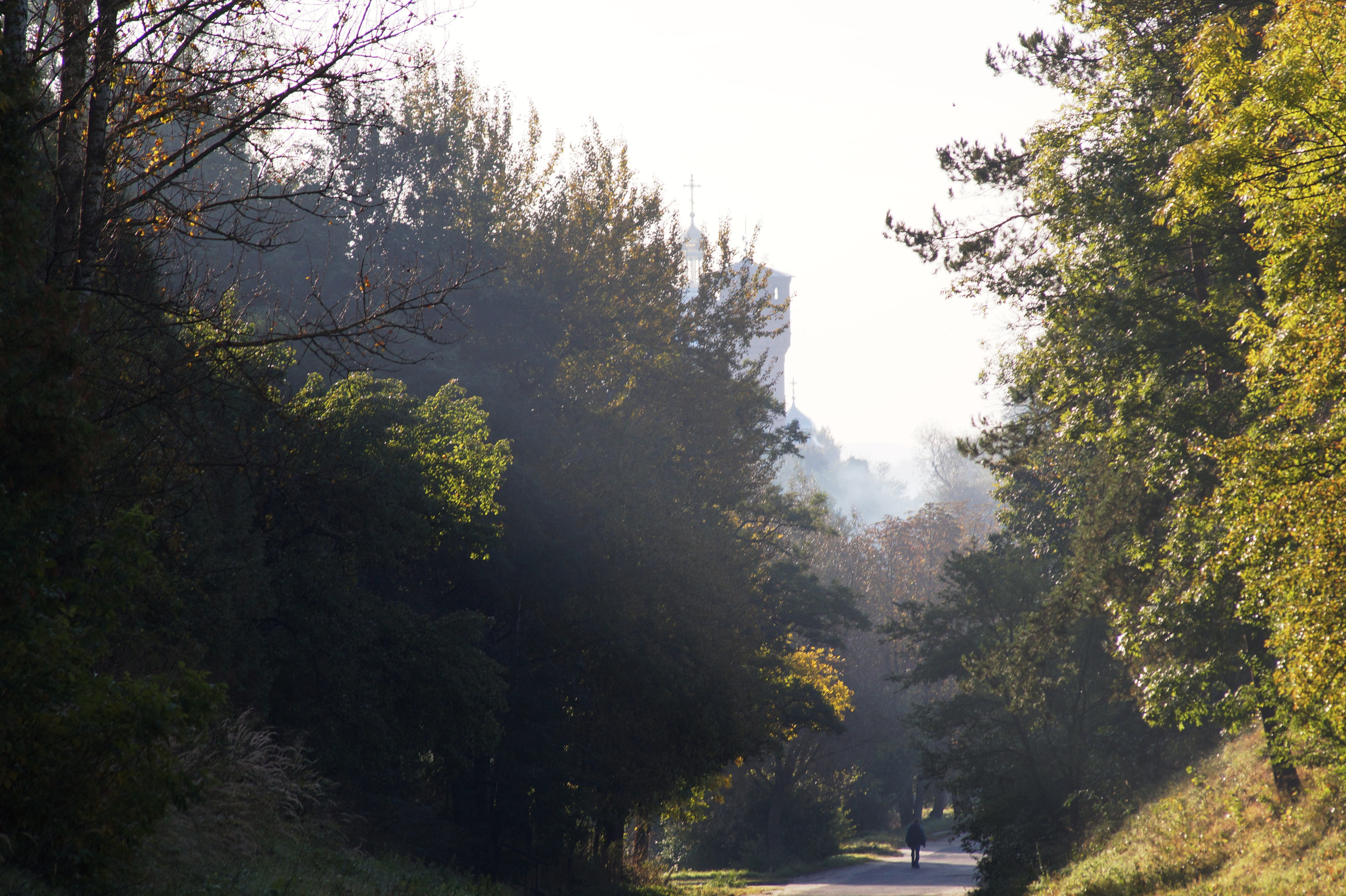
馬海里夫

馬海里夫（羅馬化：Maheriv）是位於烏克蘭西部利沃夫州利沃夫區多布罗辛-马海里夫市镇的鎮，處於比拉河畔，始建於十四世紀，面積1.89平方公里，2001年人口1960、2011年人口1,968，人口密度每平方公里1,041.27人。